# Dynaco

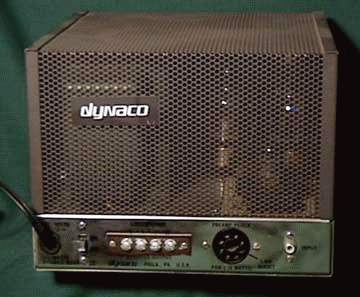
Dynaco Mark III Monophonic Power Amplifier

Dynaco är ett amerikanskt bolag som från början, 1955, sålde rörförstärkarbyggsatser under namnet DynaKIT. Företaget grundades 1954 av David Hafler (1919–2003). Han sålde Dynaco 1968 till Tyco Inc. men var kvar som konsult till 1971. Därefter arbetade han på Ortofon ett tag och startade sedan Hafler Company som i stort var likadant som Dynaco var från början. Företaget Hafler finns fortfarande och tillverkar exklusiva slutsteg. Ett annat företag i samma nisch är Heathkit .

## Historik
Den första Dynaco audiokomponenten gick ut till försäljning 1955. Sedan dess har märket mottagit mycken berömmelse för att man erbjudit högprestandaprodukter till överkomliga priser till både audioentusiaster och musikälskare. På det amerikanska nationalmuseet för historia på Smithsonian Institute, Washington D.C. har man på en permanentutställning Informationsåldern 1946-1960 ställt ut en "Dynaco Mark IV Amplifier" för att visa på det allra senaste landmärket i teknisk utveckling på den tiden – dvs. 1960-talet.
På tidigt 1970-tal blev Dynaco känt för sitt enkla system för simulerad fyrkanalsstereo - utvecklat av David Hafler. I en eller två bakre högtalare återgavs skillnadssignal mellan vänster och höger stereokanal. Eftersom denna signal ofta innehåller information om upptagningslokalens rumsakustik kunde lyssnaren - i varierande utsträckning - uppleva sig förflyttad till inspelningslokalen.
1990 köpte Marlborough Enterprises Limited, ett brittiskt självständigt dotterbolag till Panor Corp., New York, Dynaco som varumärke. Sedan dess har Dynaco divisionen av Panor Corp varit aktiva och introducerat innovativa nya produkter som MP-3 spelare, Hembio och Surround System, DVD spelare, LCD Flat Screen Monitorer, Audio/Video Receivers, etc. Idag erbjuder Dynaco det allra senaste från andra märken som Sony, Panasonic, Denon etc. eftersom man inte har någon egen produktion själv.
Förutom David Hafler så var Ed Laurent en känd profil på Dynaco. Han var i stort sett med från starten 1954. Han (som chefsingenjör) och lite senare även Bob Tucker konstruerade de flesta av Dynacos produkter.

## Modeller
Förförstärkare:
DSC (PAM stereo adapter)
PAM
PS1 (PAM power supply)
PAS2
PAS3
PAS3x
Förstärkare/slutsteg:
Stereo 35
Stereo 70
SCA 35
Mark II
Mark III
Mark IV
Mark VI
Tuner/reciver:
FM1
FM3
FMX Multiplex Adapter
FMA2 Integrated Amplifier
SCA-80/80Q
Högtalare:
A-10, 35 W, 1,5" diskant och 6.5" bas/mellan, basreflex enkammarsystem
A-25, 35 W, 1,5" diskant och 10" bas/mellan, basreflex enkammarsystem, en bokhyllehögtalare som var designad av den danska högtalarfabriken SEAS. Högtalaren var en riktig storsäljare - över en miljon exemplar såldes.
A-25VW, 35 W, 1,5" diskant och 10" bas/mellan, basreflex enkammarsystem
A-25XL, 50 W, 1" diskant och 10" bas/mellan, basreflex enkammarsystem
A-35, 35 W, 1,5" diskant och 10" bas/mellan, basreflex tvåkammarsystem
A-40XL, 50 W, 1" diskant och 10" bas/mellan, basreflex tvåkammarsystem
A-50, 35 W, 1,5" diskant och 2 st 10" bas/mellan, basreflex tvåkammarsystem
I alla system användes SEAS högtalarelement.
Ed Laurent var chef för högtalarutvecklingen på Dynaco mellan 1970 och 1976.